# Esfandiaria obesa
Esfandiaria obesa är en insektsart som beskrevs av Popov, G.B. 1951. Esfandiaria obesa ingår i släktet Esfandiaria och familjen gräshoppor. Inga underarter finns listade i Catalogue of Life.